# Andrius Arlauskas
Andrius Arlauskas (16 gennaio 1986) è un ex calciatore lituano, di ruolo centrocampista.

## Carriera

### Club
Ha giocato nella prima divisione lituana.

### Nazionale
Nel 2010 ha giocato una partita nella nazionale lituana; in precedenza aveva giocato anche con le nazionali giovanili Under-17 ed Under-19.

## Palmarès

### Club

#### Competizioni nazionali
- Campionato lituano: 6

Ekranas: 2005, 2008, 2009, 2010, 2011, 2012
- Coppa di Lituania: 2

Ekranas: 2009-2010, 2010-2011
- Supercoppa di Lituania: 3

Ekranas: 2006, 2010, 2011